# Juan Andrés de Paredes y Polanco
Andrés Paredes Polanco (* Huamanga, 1613 - † Quito, 1686), magistrado y catedrático criollo que ocupó altos cargos políticos en el Virreinato del Perú. Rector de la Universidad de San Marcos.

## Biografía
Sus Madre fue la criolla Francisca Polanco de Santillana. Establecido en Lima, efectuó sus estudios en el Colegio Real de San Martín (1662), y luego obtuvo el grado de Doctor en Leyes y Cánones en la Universidad de San Marcos. Fue abogado de la Real Audiencia de Lima y asesor del Juzgado de Indios.  
Incorporado a la docencia, ejerció la cátedra de Decreto, le tocó hacer el elogio del virrey Conde de Castellar durante la recepción que le ofreció el claustro sanmarquino (1674), y luego pasó a ser catedrático de Prima de sagrados Cánones (1675). Elegido rector de su Universidad (1684), elevó al Virrey una representación del claustro exponiendo las razones que impedían cumplir la real cédula que ordenaba proveer las cátedras mediante oposiciones (1685).
Nombrado Fiscal de la Real Audiencia de Quito (1686), se trasladó a dicha ciudad pero falleció a poco de asumir sus funciones.
| Predecesor: Alonso de los Ríos y Berriz | Rector de la Universidad de San Marcos 1684 - 1686 | Sucesor: Diego de León Pinelo Gutiérrez |